# Saint-Médard-de-Mussidan
Saint-Médard-de-Mussidan település Franciaországban, Dordogne megyében. Lakosainak száma 1619 fő (2022. január 1.). Saint-Médard-de-Mussidan Saint-Martin-l’Astier, Saint-Géry, Saint-Front-de-Pradoux, Mussidan, Les Lèches, Beaupouyet és Saint-Laurent-des-Hommes községekkel határos.

## Népesség
A település népessége az elmúlt években az alábbi módon változott:
| Lakosok száma | 1327 | 1644 | 1600 | 1636 | 1753 | 1719 | 1713 | 1706 | 1677 | 1619 |
|               | 1968 | 1982 | 1990 | 2006 | 2013 | 2015 | 2017 | 2019 | 2020 | 2022 |